# Saint-Vincent-des-Landes
Saint-Vincent-des-Landes – miejscowość i gmina we Francji, w regionie Kraj Loary, w departamencie Loara Atlantycka.
Według danych na rok 2010 gminę zamieszkiwały 1462 osoby, a gęstość zaludnienia wynosiła 43 osoby/km².